# Dendrochilum arachnites
Dendrochilum arachnites är en orkidéart som beskrevs av Heinrich Gustav Reichenbach. Dendrochilum arachnites ingår i släktet Dendrochilum och familjen orkidéer.
Artens utbredningsområde är Filippinerna. Inga underarter finns listade i Catalogue of Life.

## Bilder

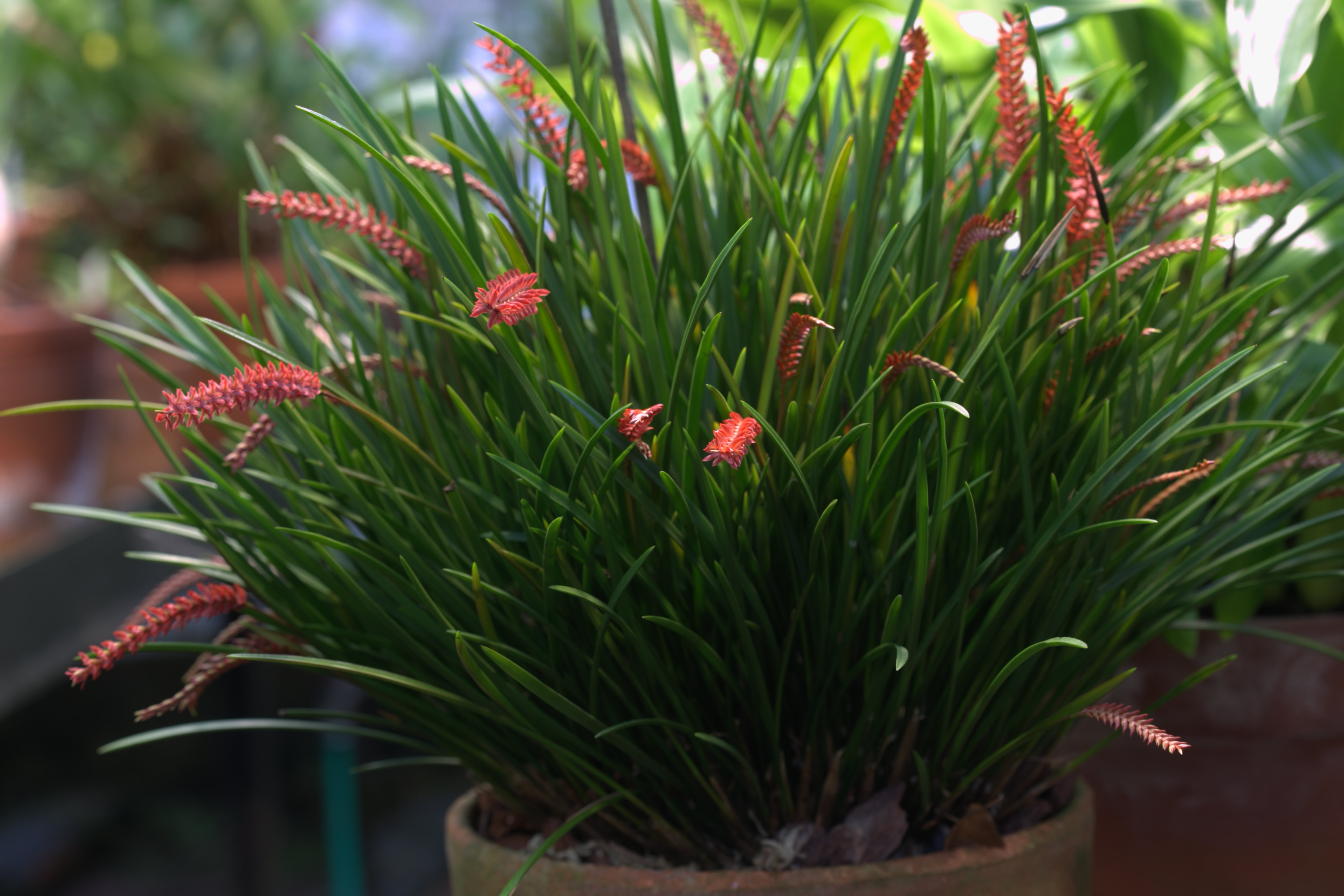
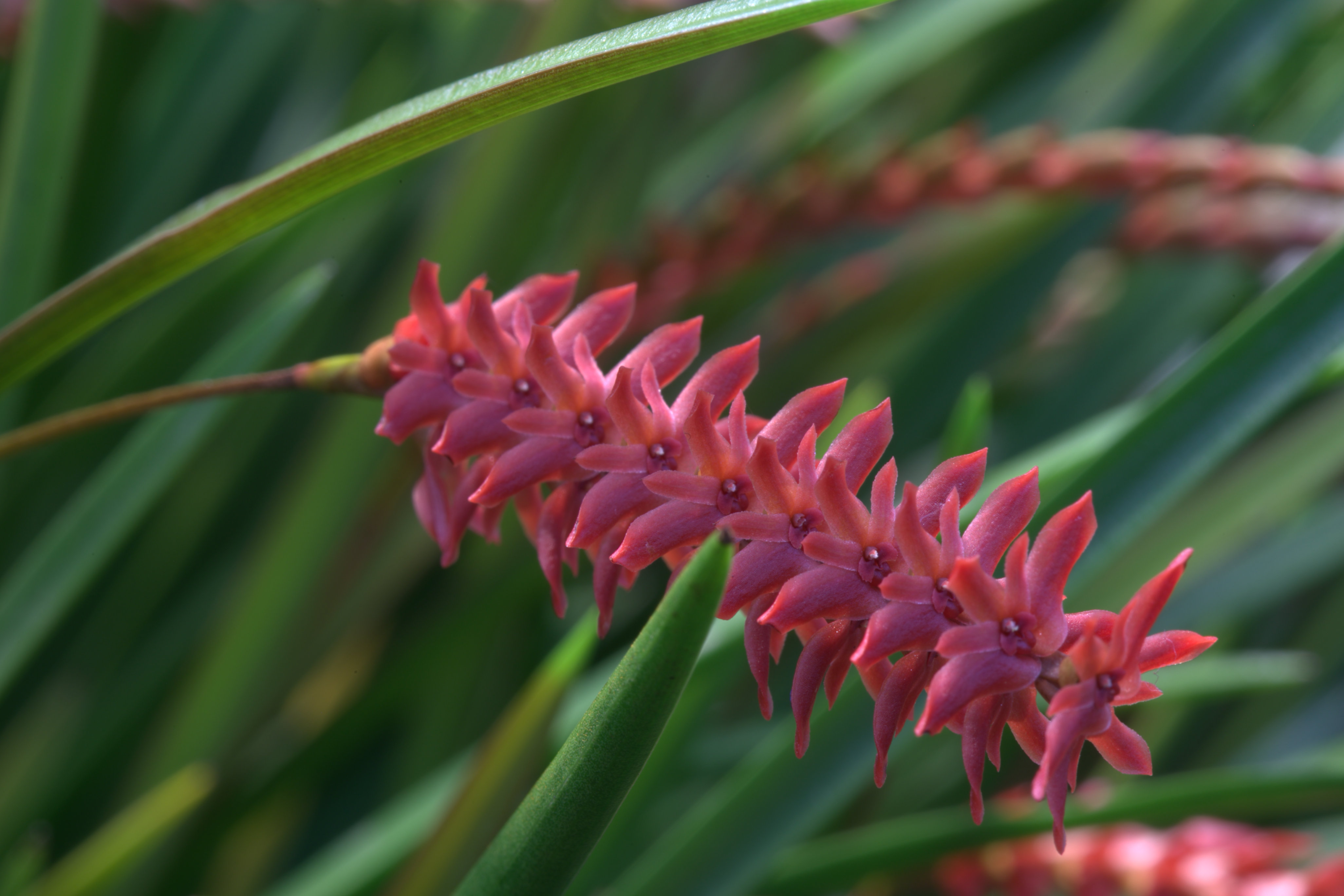